# Duplek
Duplek è un comune di 6 534 abitanti della Slovenia nord-orientale.